# Fred Degazon
Frederick Eutrope Degazon (n. 4 ianuarie 1913, Castries, Castries Quarter⁠(d), Sfânta Lucia – d. 4 octombrie 2008, Londra, Anglia, Regatul Unit), a fost primul președinte al Dominicăi.

## Biografie
S-a născut în Castries, Sfânta Lucia, iar din 1980 a trăit în exil la Londra.
Degazon a urmat cursurile colegiului din Sfânta Lucia și a studiat dreptul la Universitatea din Londra. În anii 1940 a servit ca funcționar public în Dominica, Sfânta Lucia și Jamaica până la pensionarea sa în 1969. A fost ales președinte al Adunării Dominicăi în 1977 și, după declararea independenței în 1978, parlamentul l-a ales pe Degazon ca primul președinte al Dominicăi, post care este, în mare parte, unul ceremonial.
În iunie 1979, în timpul unei crize constituționale stârnite de dorința reformelor socialiste democratice, Degazon a încercat să părăsească țara și a fost lăsat în cele din urmă să fugă în Anglia la 11 iunie. Adunarea l-a ales inițial ca înlocuitor pe Louis Cools-Lartigue, care și-a dat demisia a doua zi, iar apoi a fost înlocuit de Jenner Armor. Degazon și-a dat demisia oficial în februarie 1980. A murit la 4 octombrie 2008, la vârsta de 95 de ani.